# Macolor
Macolor és un gènere de peixos de la família dels lutjànids i de l'ordre dels perciformes.

## Taxonomia
- Macolor macularis (Fowler, 1931)[2]
- Macolor niger (Forsskål, 1775)[3][4][5][6][7][8][9][10]